# ケール

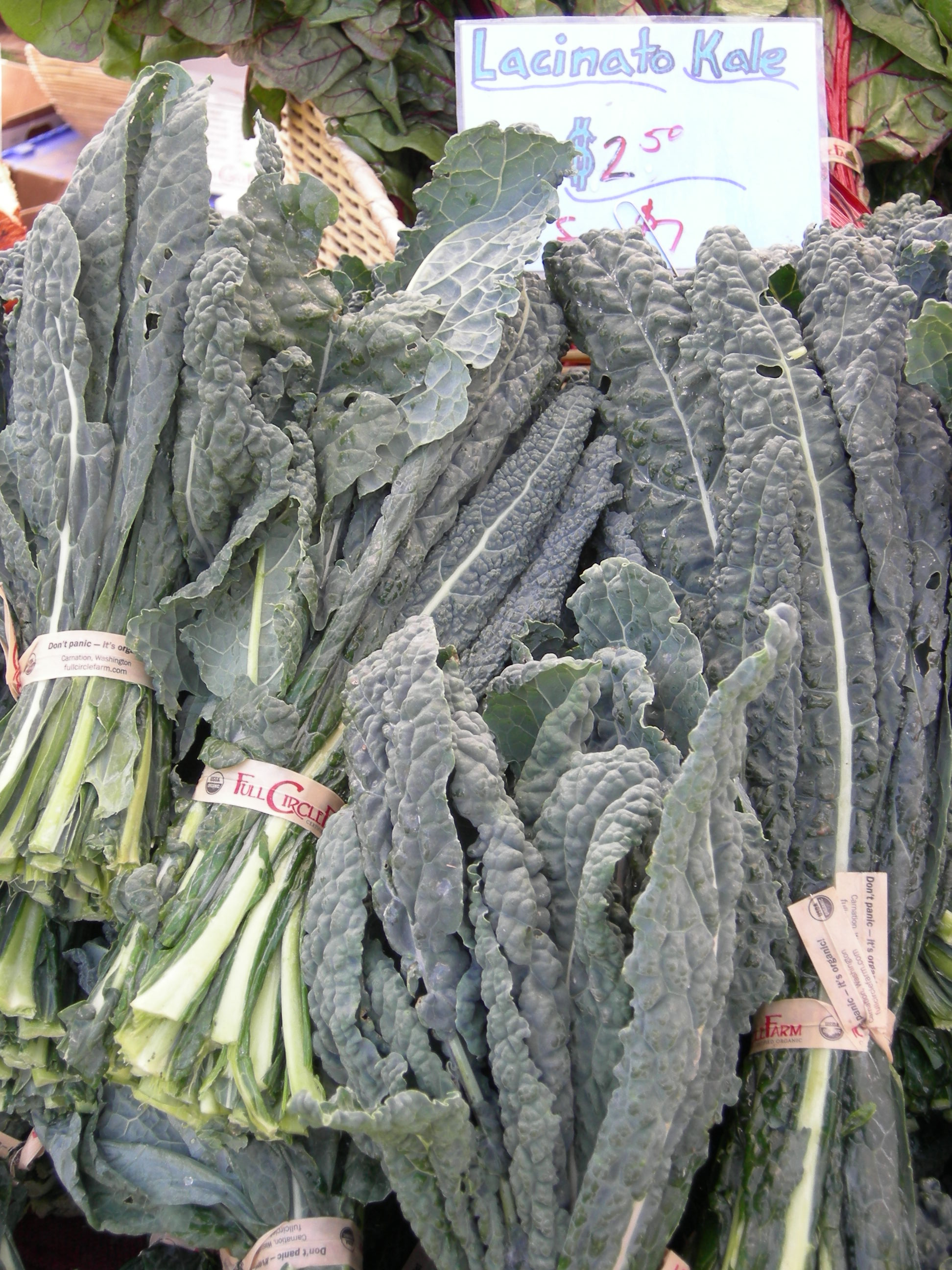
トスカーナケール（カーボロネロ）

ケール（緑葉甘藍、英: kale, borecole、学名: Brassica oleracea var. acephala）はアブラナ科アブラナ属の野菜。地中海沿岸が原産で、キャベツの原種であるヤセイカンラン に近い品種。和名はリョクヨウカンラン（緑葉甘藍）やハゴロモカンラン（羽衣甘藍）。葉は縮れているものや平滑なコラード系、細長いものなど多様な品種がある。コラード系は日本では明確に区別されず一般にケールと呼ばれている。苦味や青臭さがあり、青汁やグリーンスムージーの材料として利用されるが、ヨーロッパやアフリカなどでは一般的に料理の食材として使われる。生食できるように苦味や食感を改善した品種も数多く開発されている。

## 語源
「ケール」（Kale）の名前は、様々なキャベツを意味する北部中世英語「cale」に由来し、起源はラテン語の「caulis」である。「コラード」（Collard）の名前は、頭のないBrassica属を意味する中世英語「colewort」に由来する。
和名では、キャベツ（甘藍、カンラン）の仲間で結球していない姿から「リョクヨウカンラン（緑葉甘藍）」といい、特に縮れた葉のものは「ハゴロモカンラン（羽衣甘藍）」、コラードは「カキバカンラン」という。中国語で縮れた葉のケールは「羽衣甘蓝」、コラードは「宽叶羽衣甘蓝」という。「宽叶」は「幅広の葉」の意味である。
学名（属名+種小名+変種）は“Brassica oleracea variety acephala“であり、属名“Brassica“はキャベツの古いラテン名、種小名の“oleracea“は“畑に栽培の”を意味し、変種の“acephala“は、結球しないことを示す“無頭の”を意味し、直訳すると「頭のない畑のキャベツ」になる。同じ学名“Brassica oleracea“を持つ植物にカリフラワー、キャベツ、芽キャベツ、ブロッコリーなどがあり、すべて原種のヤセイカンランから派生した。その中でもケールは最も原種に近いものである。

## 起源と地理的分布
地中海沿岸に自生していたヤセイカンランが原産とされ、紀元前200年には古代ギリシアで薬用や食用として栽培されていた。ヨーロッパへは6世紀ごろに、航海中のビタミンCを補うために船に積んでいたケルト人によって伝えられた。イギリス、オランダ、ドイツなどで食用を目的に栽培され、多くの品種が作り出された。耐暑性・耐寒性が強いケールは、中世のヨーロッパで最も一般的な緑黄色野菜であり、食糧難の時代にヨーロッパを飢餓から救った。
ケールは、冬が訪れる地域では地表に大きく葉を広げ、1年中暑い地域では背が高くなるなど、その土地の風土や気候に合わせて姿を変えてきた。栽培しやすく栄養価が高いため、ヨーロッパ、北米、南米、アフリカ、アジアと世界各地に広がり、重要な野菜として栽培されている。しかし冷涼な気候を好むため、熱帯地方ではほとんどが高地に限定される。東アフリカや南部アフリカでは、最も重要な葉野菜の1つである。コラード系ケールは、スワヒリ語で「（次の）週を何とか乗り切る」を意味する「スクマウィキ」と言う。東アフリカと南部アフリカでは、葉を繰り返し収穫する背の高いタイプが人気だが、中央アフリカではあまり見られず、西アフリカではまれである。熱帯アフリカでは、広く分布するポルトガルケールやマローステムケールを除けば、カーリーケール（curly kale）のような西洋系タイプはほとんど見られない。輸入品種は収量や均一性には優れているが、現地品種に見られるような病害虫への耐性がなく、消費者の好みに合わない、低地での栽培に適さない、などの問題がある。
スコットランドでは、スコッチケール （Scotch Kale）が伝統的な食生活の中で重要な位置を占めており、いくつかの方言でケールは「食べ物」と同義語である。"off one's kale "は「体調が悪くて食べられないこと」を意味する。イギリスでは第二次世界大戦中、「Dig for Victory」キャンペーンによりケールなどの野菜栽培が奨励され、欠乏する栄養素を補った。
ポルトガルではポルトガルケール（コラード系）が多く栽培され、ポルトガルの入植者によってブラジルに渡った。イタリアではトスカーナケール（カーボロネロ）が、中国では8世紀頃からチャイニーズケール（芥藍、カイラン）の茎や葉、花のつぼみが一般的に食べられている。
アメリカには17世紀に伝わったが、サラダの飾り用や花束などの装飾用が主だった。1990年代初頭から栄養的に注目され、2010年頃にセレブの間でスーパーフードとしてブレイクし、グリーンスムージーやサラダ、ケールチップスなどの人気の食材して使われている。コラード系ケールは、アフリカから奴隷とともにアメリカに渡った。アメリカ南部の家庭菜園では冬の定番野菜であり、貧しい農民の貴重なミネラルとビタミンの供給源になった。今でもアメリカ南部では重要な野菜のひとつであり、アフリカ系アメリカ人のソウルフードである。

### 日本
日本へは、江戸時代に伝わった。貝原益軒が編纂した『大和本草』（1709年）にオランダナ、サンネンナの名称で記載が見られ、明治時代の『改訂増補舶来穀菜要覧』（1887年）に開拓使によってアメリカから3品種が導入されたという記録がみられる。当初は日本人の好みには合わず、食用としてはほとんど利用されることはなかった。観賞用として、葉が紫紅色や黄色、斑入りのものが多く栽培されて、品種改良によりハボタンが生まれた。日本で食用にされたのは明治以降であり、栽培が普及したのは1990年代の青汁人気からである。現在も主に青汁の原料として栽培されるが、近年のアメリカのケールブームを受け、日本でも苦味が少なく食べやすい料理用ケールが次々と商品化されている。

## 栽培
1・2年生または多年生の植物で、種子または茎の挿し木から栽培される。収穫は、株ごと切り取るか、成長してくる葉を摘み取って繰り返し行う。寒さに強く温暖な気候であれば一年中栽培できる。ピークは晩冬から早春で、糖分を蓄えて甘くなる。
各種土壌に適応するが、排水性が良く、有機分の多い砂壌土が栽培に最も適している。ただし、肥料を必要とする作物で、畑は肥料を十分に施しておく必要がある。また、気温20度くらいの冷涼な気候を好み多湿を嫌うが、耐暑性・耐寒性ともに強い。高冷地では夏栽培もできる。旺盛に生育することから、栽培難度はキャベツよりもさらに容易である。他のアブラナ科作物と同様に、同じ畑では連作不可とされる。
種まきは春から秋までの間にいつでもできるが、ふつう縮葉ケールは6 - 7月に行い、10月下旬 - 2月に収穫される。コラードは、3月に種をまき、6月下旬 - 8月に収穫する春まき栽培と、7 - 8月に種まきし、10 - 1月に収穫する夏まき栽培の方法がある。畑の畝に30 - 40センチメートル (cm) 間隔で点まきし、2 - 3回ほど間引きしながら育てていく。平坦地は夏まきして秋から冬の間に収穫するのが一般的である。寒冷地では春まきで、ハウスで育苗したら5 - 6月に定植して、秋から初冬にかけて収穫する。種をまいてから収穫するまで、ふつう3 - 4か月を要する。
育苗する場合は、育苗ポットに点まき、あるいは苗床に筋まきして、子葉展開後に1度目の間引きを行ってから、本葉2枚ほどになったら苗を1本に間引きする。種まきから30 - 40日後に本葉5 - 6枚になるまで育苗し、株間40 cm程度で定植する。寒くなる12月までの間は、旺盛に生長する期間であり、この間は施肥が重要となる。本葉10枚になるころに、株元に肥料を施したら土寄せも行う。その後は2週間ごとに追肥を行うようにする。収穫は、若い葉の長さが30 - 40 cmになって緑色が濃くなったら、外葉から適時掻き取って順次収穫する。収穫期間は長く、おおよそ2 - 3か月間である。
病虫害としては、キャベツやカリフラワーと同じで、根こぶ病、萎黄病、べと病、軟腐病、ウイルス病などにかかる場合があり、またアブラムシ、コナガ、アオムシなどの食害を受ける。また土壌はセンチュウに汚染されていないことが栽培の条件となる。

## 品種

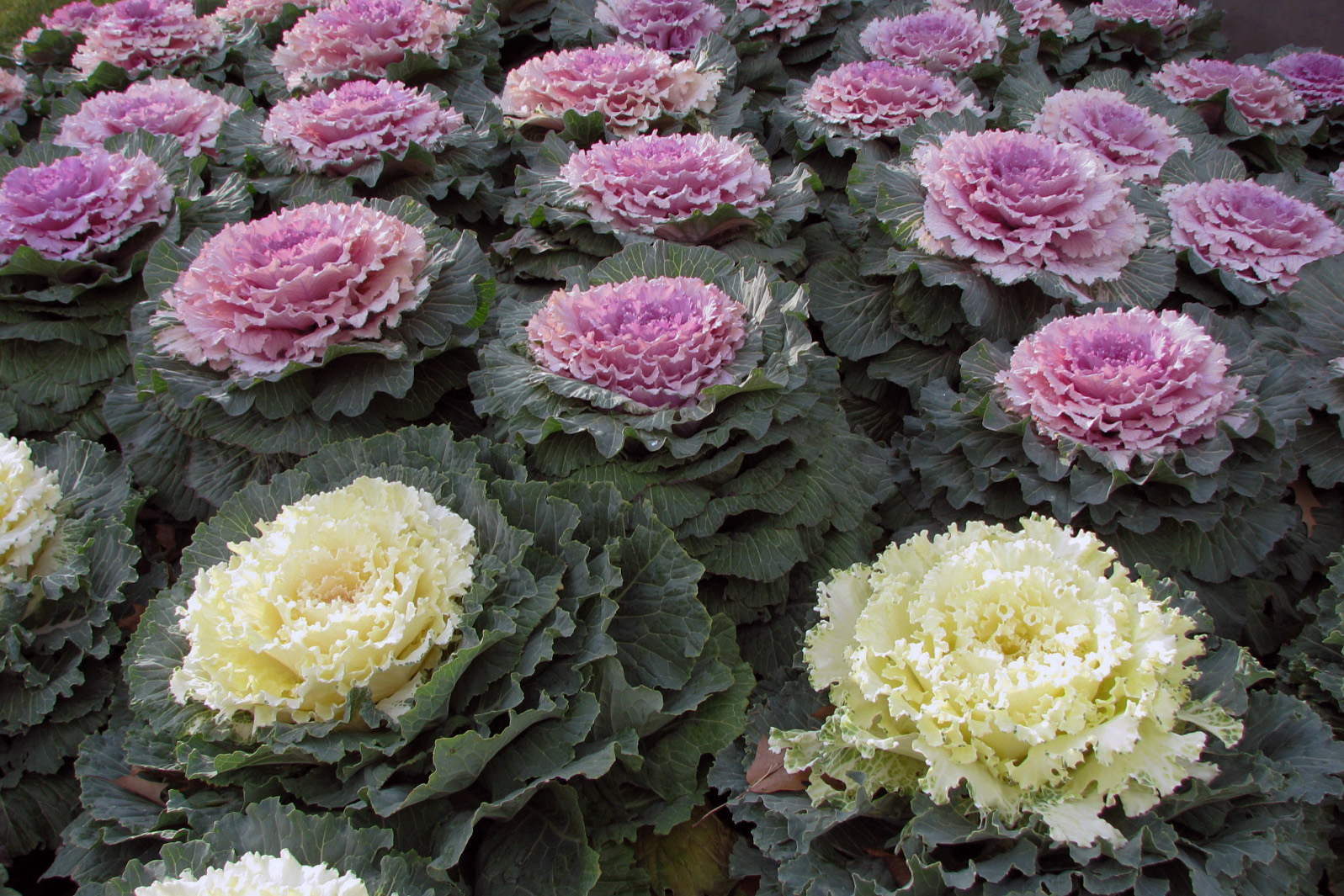
白とラベンダー色の観賞用ケール（ハボタン）

アブラナ科の多くは自家受粉せず別株の花粉を受粉するため、亜種が生じやすく品種改良がしやすい。さまざまな色や形や大きさのものがあり、品種は茎の長さや葉の形状の違いで区別されることがある。茎は4メートルになるものから30センチメートルほどのものまである。葉のタイプには、日本で最も一般的な縮れのないコラード系ケール、縮れたタイプのカーリーケール、縮れが少ないシベリアンケール、細長くて凹凸があるトスカーナケールなどがある。他にも、茎が長いツリーケール、茎が肥大するマローステムケールなど多くのタイプがあり、それぞれの中に多様な品種がある。家畜の飼料用や観賞用としても、特殊な品種が栽培されている。

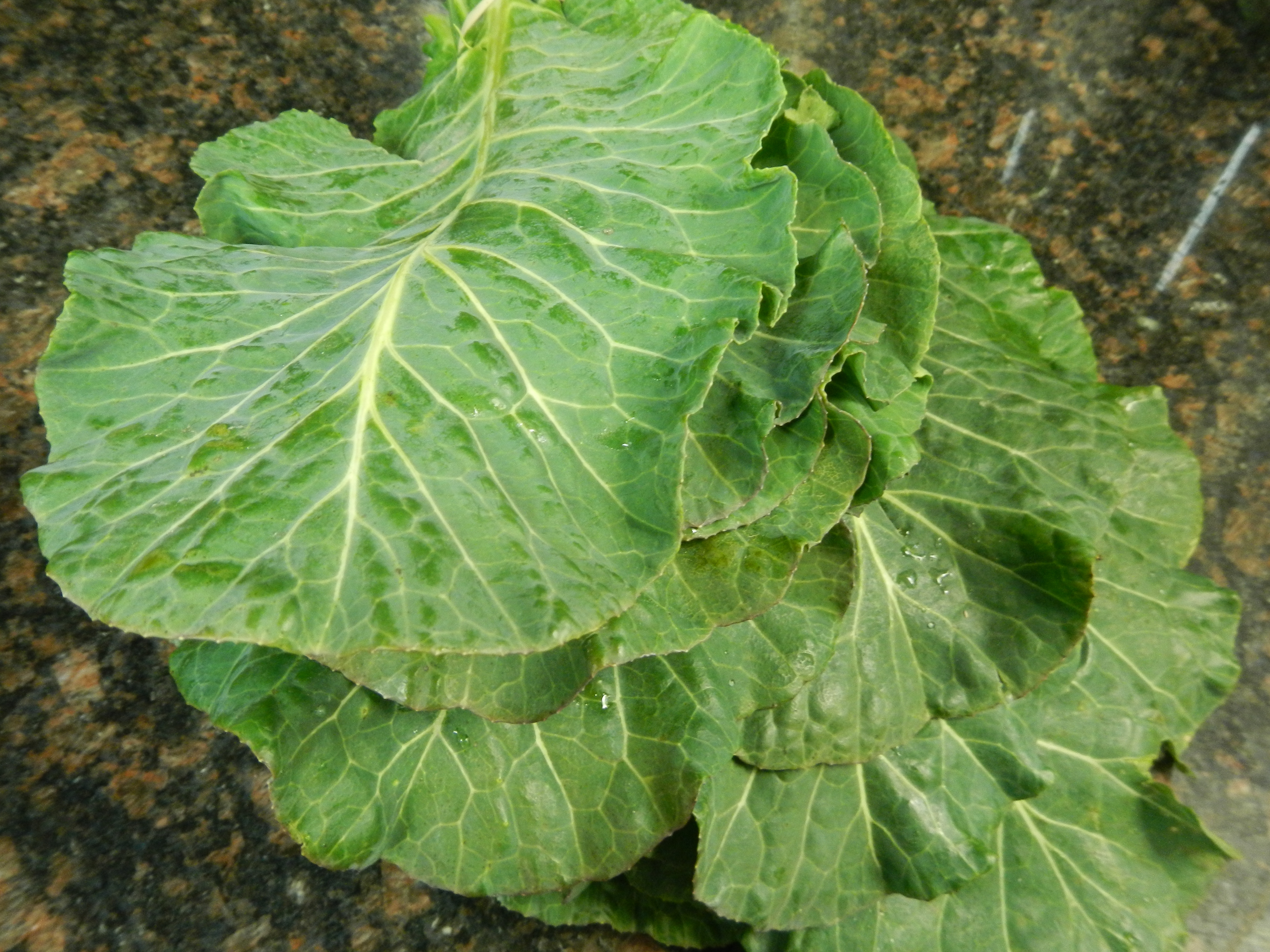
コラード

### コラード
コラード（Collard）系ケールは、葉は幅広の楕円形や円形で、縮れがほとんど無い。キャベツの外葉やブロッコリーの葉に似て、肉厚で歯ごたえがある。灰緑色から濃い緑色で、対照的な葉脈があり、強くアブラナ科の味がする。直立した茎は、単一で生長すると長さ1メートルになり、葉を次々と収穫して食べられる。耐暑性・耐寒性が強く、ポルトガル、ブラジル、スペイン、アメリカ南部、アフリカ諸国、インドのカシミールなどで主要な野菜として栽培されてきた。ブラジルでコラードは「コウヴィ（Couve）」、ポルトガルでは「コウヴィ・ガレガ（Couve Galega）」、東アフリカでは「スクマウィキ（Sukuma wiki）」と呼ばれている。人気の品種には、Georgia Southern、Vates、Morris Heading、Blue Max、Top Bunchなどがある。ポルトガルケール（Couve Galega、Couve Tronchuda）は、コウヴェ・マンティガ(Couve Manteiga、Butter Collard)や、ポルトガルキャベツ（Tronchuda cabbage、Portugese Cabagge）としても知られる。ジューシーグリーンは、コラード系ケールとツリー系ケールの交雑品種であり、搾汁量が多いので青汁に向いている。スウィートグリーンは、ジューシーグリーンより背丈は低いが一株当たりの葉の数が多く、青汁に向いている。ハイクロップ - タキイ種苗が開発した品種で青汁に向いている。サンバカーニバルは、柔らかく苦みが少ないため、開発した増田採種場が「ソフトケール」という商品名で販売している。

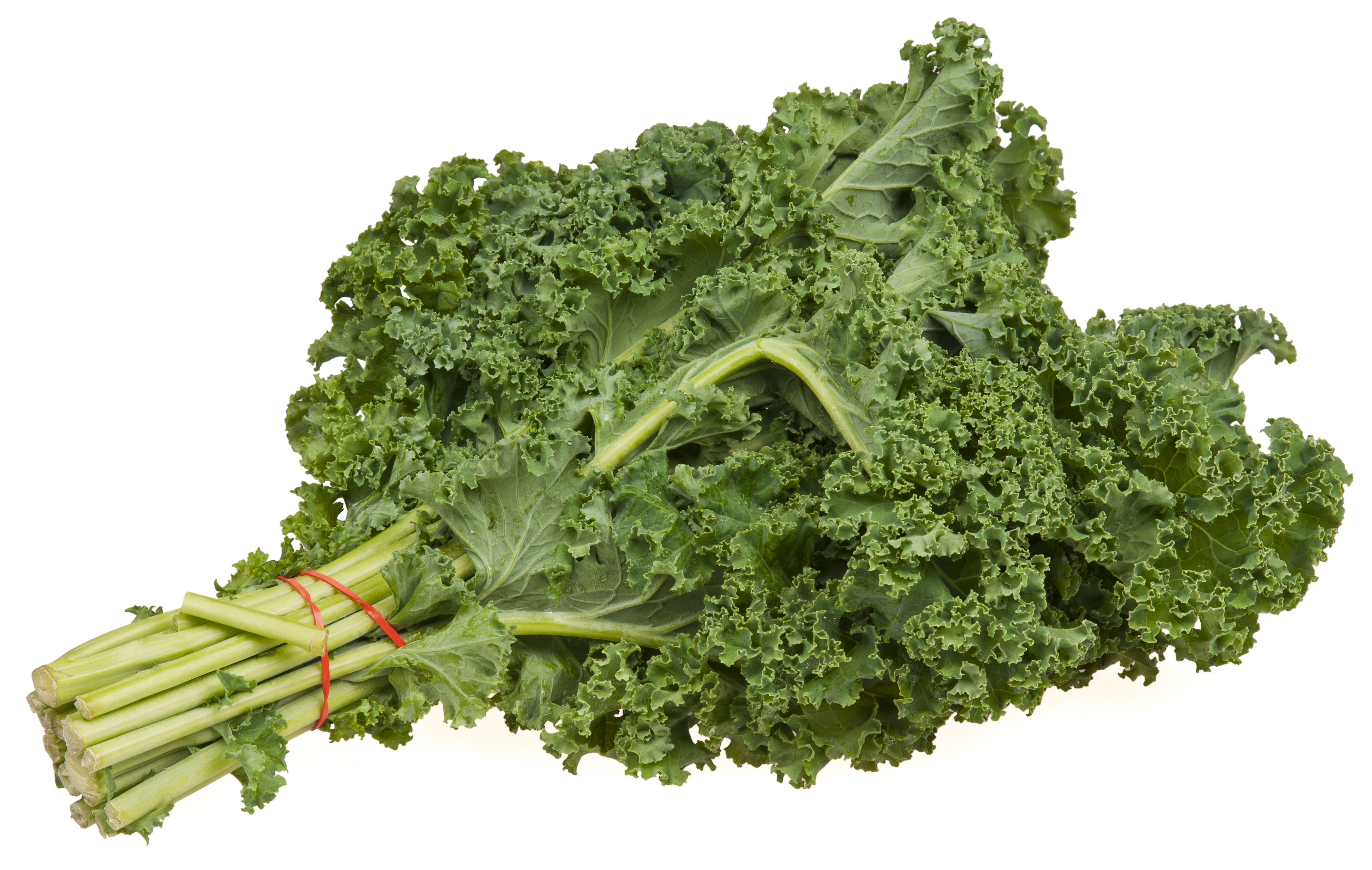
カーリーケール

### カーリーケール
カーリーケール（curly kale）は、葉が縮れた濃い緑色のケールの総称。苦みが少なく、サラダでも食べやすい。デンマークやスウェーデンなどヨーロッパで、古くから食べられてきた。日本では、ちりめんケールとも呼ばれる。狭義のケールはこれを指す。スコッチケール (Scotch Kale) - 葉は灰緑色で、極端なちりめん状の縮みとしわがある。草丈が高いものと低いものがあり、一般には低いのものが多く用いられる。エキストラ・カールド・スコッチ (Extra Curled Scotch)、トール・スコッチ (Tall Scotch)。ノーフォーク (Norfork)、ドワーフ・カールド・スコッチ (Dwarf Curled Scotch)などの品種がある。カリーノケール - トキタ種苗が開発した品種。しっかりした食感で、食べやすいサラダ向けケール。葉の縁が縮れフリルのように愛らしいところから、イタリア語で「愛らしい」を意味する「カリーノ」と命名された。苦味や青臭さが少なく、生のサラダとしても食べられるほか、素揚げのチップス、スープや、発色がよいことから、スムージーでも飲まれる。ロイヤルホストにて2018年2月14日から4月上旬まで開催された新作料理フェアで採用されたほか、デニーズのメニューに採用されたことがある。キッチンケール - 葉がパセリのように縮れ、茎の先端にロゼッタ状につく。草丈は1m以下。

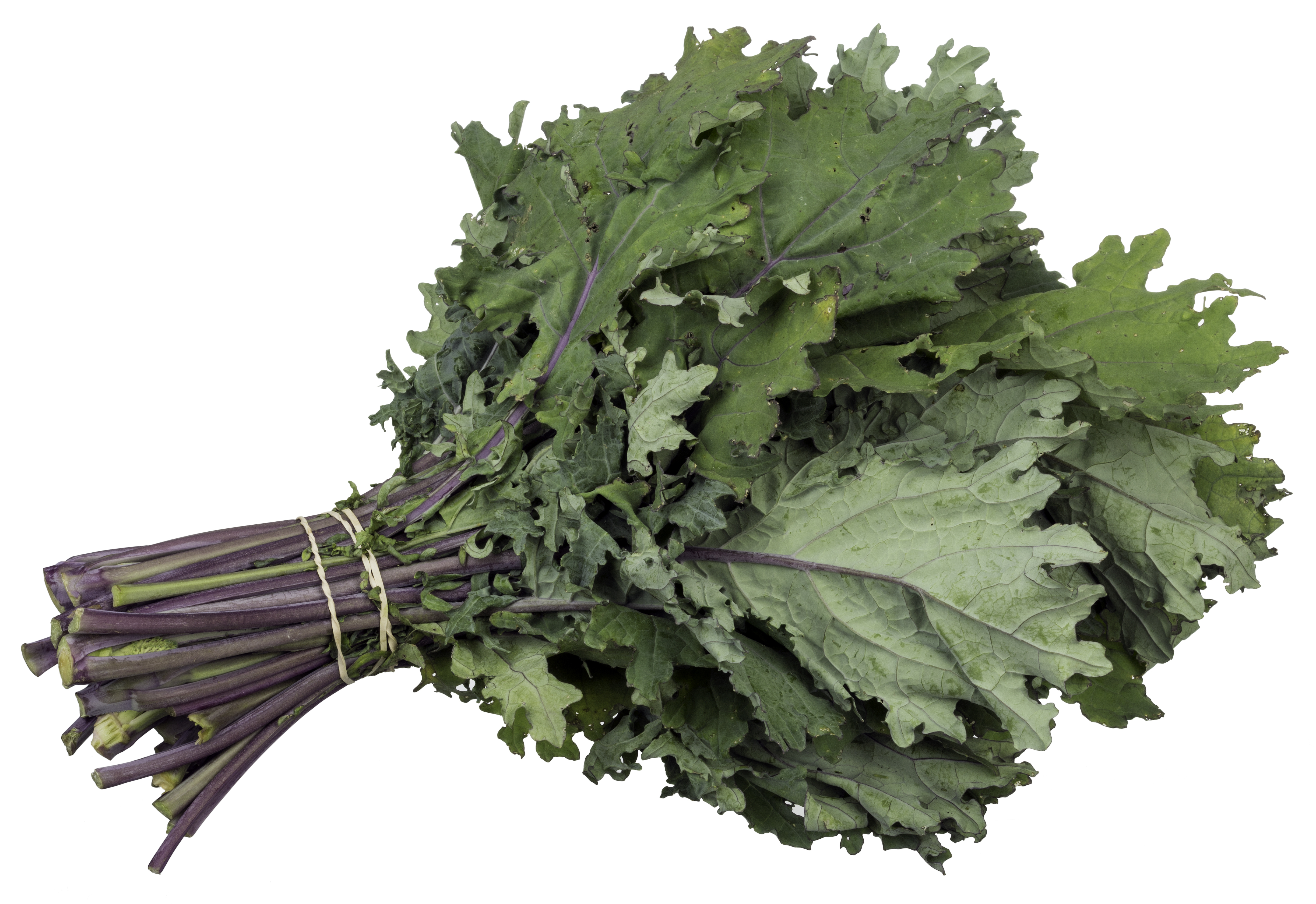
レッドロシアンケール

### シベリアンケール
シベリアンケール（Siberian kale）は、葉が青々とし縮れが少ない。最も耐寒性が高い。クラシックな品種で苦みが強い。草丈が高いものと低いものがあり、一般には低いのものが多く用いられる。スコッチケールよりもやや遅れて生長する。アーリー・カールド・シベリアン (Early Curled Siberian)、ドワーフ・ブルー・カールド (Dwarf Blue Curied)、トール・グリーン・カールド (Tall Green Curied)、レッド・ロシアンケール（Red Russian Kale、RAGGED JACK KALE）などの品種がある。

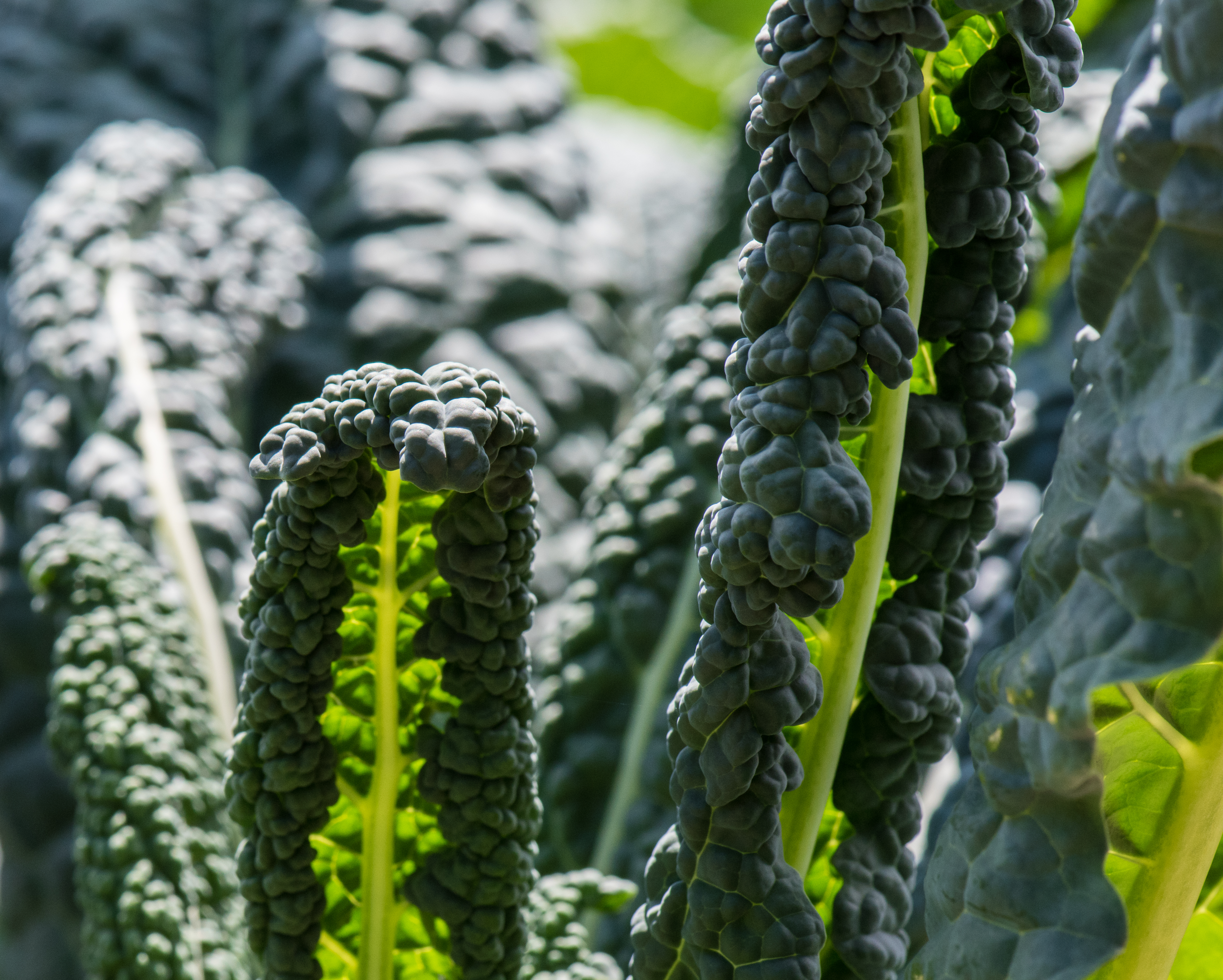
トスカーナケール

### トスカーナケール
トスカーナケール（Tuscan kale）は、葉は細長く黒に近い濃い緑色で、亀の甲羅のようにひび割れた模様が入る。イタリアのトスカーナ地方で古くから栽培されている。冬の作物であり、冬のシーズン中ずっと摘み取って収穫ができる。繊維質で固いので、煮込み料理によく使われる。カーボロネロ（cavolo nero）やラシネートケール（Lacinato kale）、イタリアンケール（Italian kale）、ダイナソーケール（dinosaur kale）、カーボロトスカーノ（cavolo toscano）、パームツリーケール（Palmtree Kale）、ブラックリーフケール（black leaf kale）、黒キャベツ（black cabbage）などとも呼ばれる。

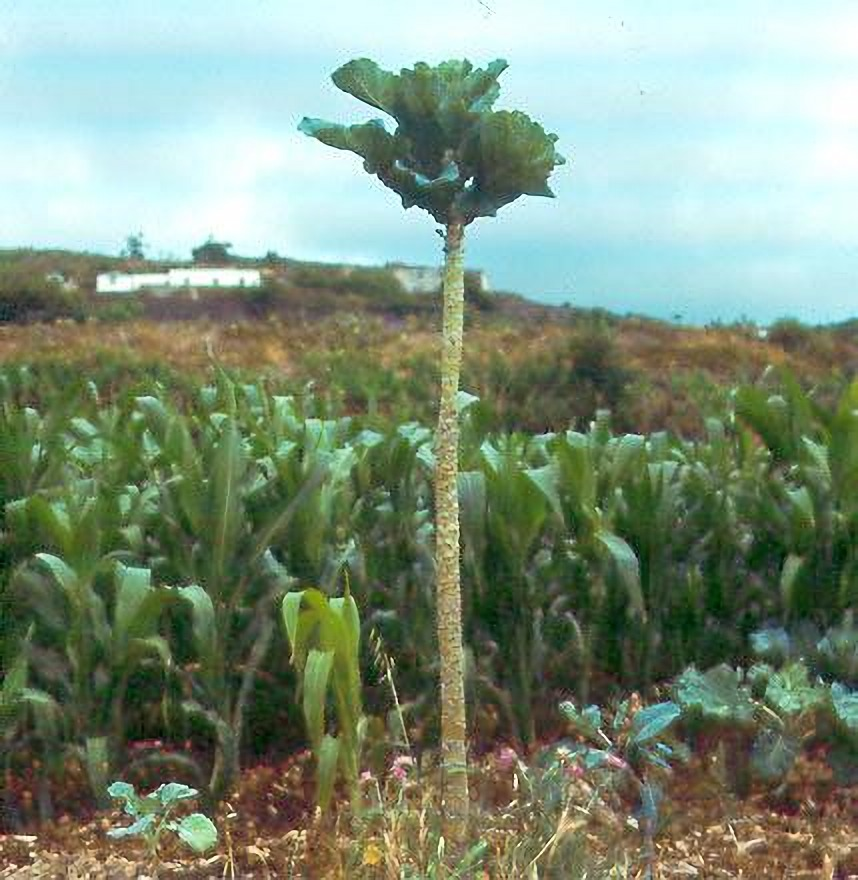
ジャージーケール

### ツリーケール
ツリーケール（Tree Kale）は、大型の直立した姿で、草丈は2 - 4メートルにも達する。葉も大型で、葉身が厚くて蝋質が強く、切れ込みがあるものとないものがある。多くは家畜の飼料として葉を繰り返し収穫して利用される。食用にも使われ、特に春に葉のつけ根から出る新芽は良い食材とされる。ジャージーケール（Jersey Kale）、Jersey cabbage、Cow cabbage、Tree cabbage、Walking Stick Kaleは、チャンネル諸島で栽培され、長い茎はステッキ素材、葉は動物用飼料として輸出されていた。高さが普通1.8 - 3m、20年以上で6mに達するものもある。下から葉を摘み取っていくと、ヤシの木のようになる。

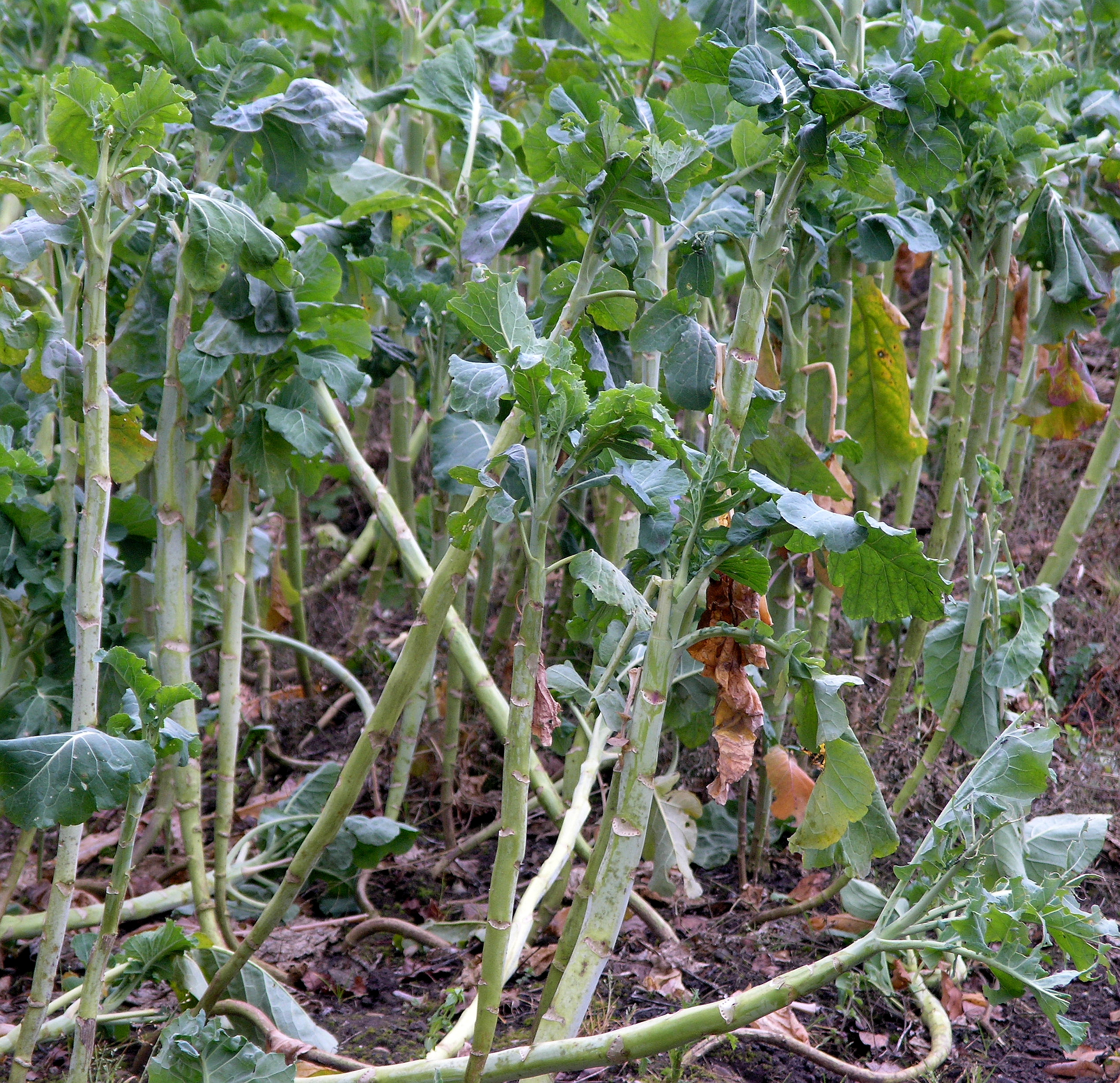
マローステムケール

### マローステムケール
マローステムケール（Marrow Stem Kale）は、茎が太く背骨のようになる。若葉や、茎（stem）の髄（marrow）を食用とするが、一般には家畜の飼料として栽培される。ヨーロッパで広く栽培され、イタリア、ギリシャ、トルコなどで食用に栽培されていた。コンドル (Condor)、エンノーブルド・グリーン・マロー・ステム・ケール (Ennobled Green Marrow Stem Kale)、エンノーブルド・パープル・マロー・ステム・ケール (Ennobled Purple Marrow Stem Kale)などの品種がある。

### サウザンドヘッドケール
サウザンドヘッドケール （Thousand Head Kale）は、直立した姿でよく枝分かれし、高さ1 - 2メートル、横幅も高さと同じ程度に広がる。枝分かれは、地上高20 - 50センチメートルから始まり、各枝の先は、茎がやや太くなり、ロゼット状の葉を数多く生やしてやぶ状になる。サウザンドヘッドの名は、枝分かれした多数の茎や枝の先端にロゼット葉がつくことに由来する。主に家畜の飼料として栽培される。貧弱な土壌でも強く育ち、冬に他の野菜がほとんど収穫できない時期にちなんで「ハングリーギャップ ケール」としても知られる。ブッシュケール (Bush Kale) 、ブランチング (Blanching)、ドーレコール (Dorecole) などとも呼ばれる。

### 交配種
ゴズィラーナ（カーボロリーフグリーン）は、コラード系ケールにカーボロネロを交配した品種であり、カーボロネロよりも葉の幅が広い。プチヴェールは、メキャベツとケールを掛け合わせ、1990年に品種登録された野菜で、結球しないメキャベツ。アレッタは、ブロッコリーとケールを掛け合わせ、2011年に品種登録された野菜。苦みはなく茎には甘みがあり、葉も茎も花蕾も全部食べられる。ケロッコは、ブロッコリーとケールを掛け合わせ、2018年に品種登録された野菜でアレッタと似ている。花蕾がスティック状のブロッコリーで、葉の部分がケール。ケーリッシュは、ダイコンとケールを掛け合わせ、2019年に品種登録された野菜。サラダや加熱調理で食べられ、生で食べるとダイコンのような辛味がある。

## 調理法
香りが独特で苦味が強いため、日本では青汁などジュースの材料として利用される。葉をフリーズドライして常温で顆粒状にした粉末青汁は、水や牛乳に溶かして飲料にしたり、料理に使用できる。
ヨーロッパやアフリカ、ブラジル、アメリカ、韓国などでは料理の食材として一般的に使われる。キャベツ同様に温野菜、他の野菜と合わせてソテーや、ポタージュ、揚げ物、煮物、炒め物などの具材となる。茎は硬く通常は取り除かれる。若く柔らかい葉は、生のままサラダとして食べられる。アフリカの伝統的な調理法として細切れの葉を煮て作る料理がある。ケニアではコラードの油炒め「スクマウィキ（sukuma wiki）」が家庭料理の定番である。ジンバブエでは、生の葉を天日干しして長期保存している。アメリカ南部では、栄養が濃縮されているコラードの葉を煮たあとの汁に、コーンブレッドを浸して食べる習慣がある。ブラジルでは、「フェイジョアーダ（feijoada）」にコラードのソテーが添えられる。イタリアのトスカーナで、カーボロネロは「リボリータ（Ribollita）」や「ミネストローネ」などの伝統的な食材の一つとして使われる。オランダの「ブーレンコールスタムポット（Boerenkool stamppot）」と呼ばれる伝統的な冬の料理は、カーリーケールとマッシュポテトを混ぜたもので、揚げたベーコンや燻製ソーセージが添えられる。北ドイツでは、「Kohlfahrt」（「ケールの旅」）と呼ばれる冬の伝統があり、日中にグループで森の中をハイキングしてから宿や民家に集まり、ベーコンとソーセージと共にケールが出される。ポルトガルの伝統的なスープ、「カルドヴェルデ（Caldo verde、緑のスープ）」は、ピューレ状にしたジャガイモ、細かく切ったケール、オリーブオイルと塩で作る。この料理はブラジルやアンゴラ、モザンビーク、カシミールでも知られている。アイルランドではケールをマッシュポテトと混ぜて伝統的なハロウィン料理「コルカノン（colcannon）」を作る。トルコには、ピラフをケールで巻く「パンジャールサルマス（Pancar Sarması）という定番メニューがある。韓国の「サムパプ」（쌈밥）は、ケールなどの葉野菜でご飯や肉を包んで食べる。欧米諸国では、ケールとコラードは缶詰や冷凍などの加工が行われている。ポテトチップスの代替品として、ケールチップス も生産されている。若芽や花芽をつけた穂先も、料理に使われることがある。色とりどりの品種は、料理の飾り用としても使われる。

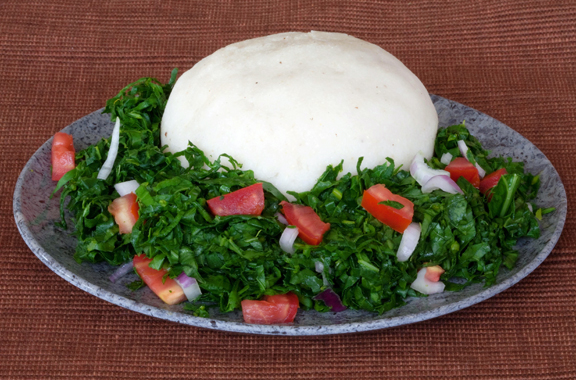
東アフリカのスクマウィキとウガリ（コラード）
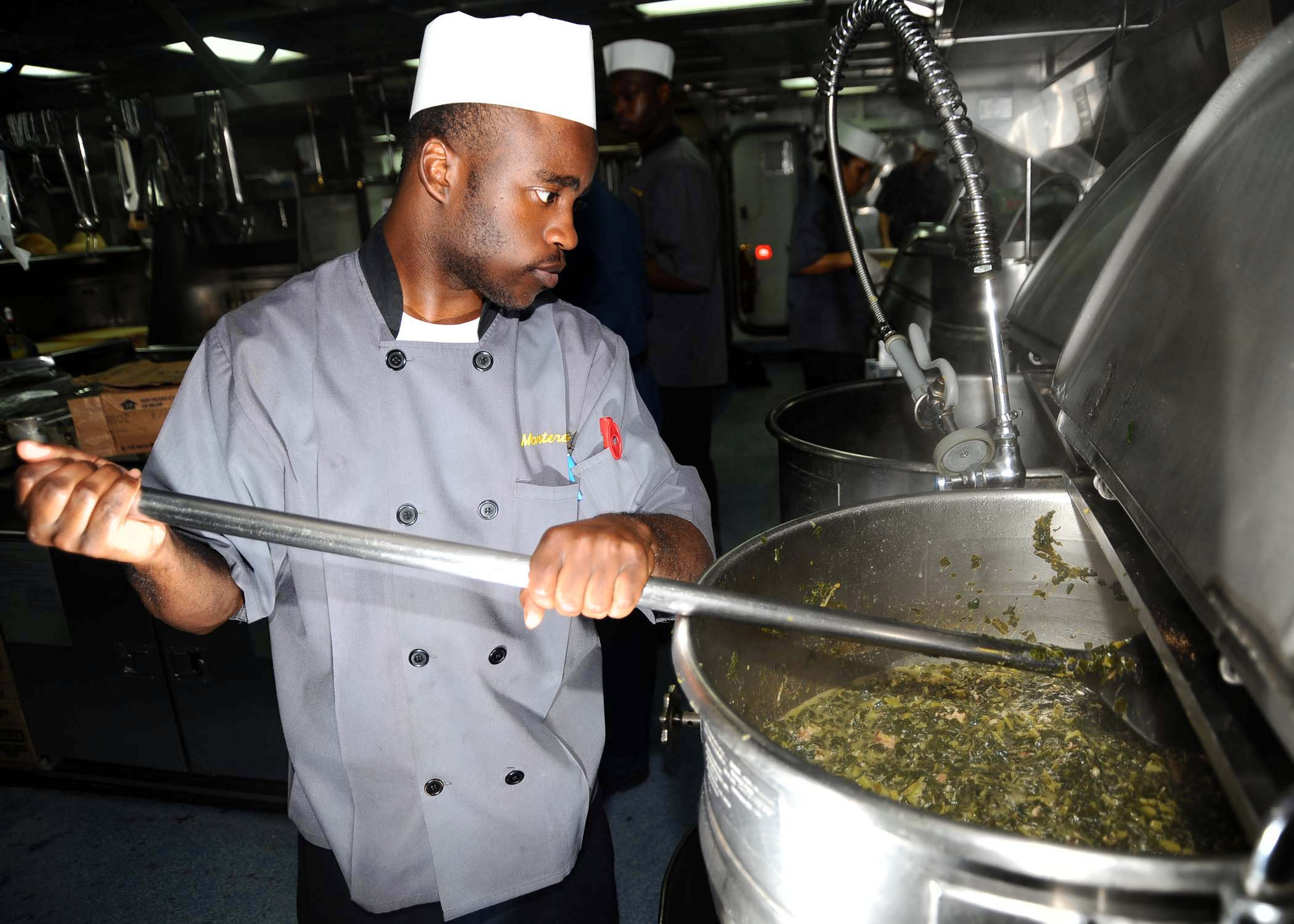
アメリカ南部のコラードを煮る料理
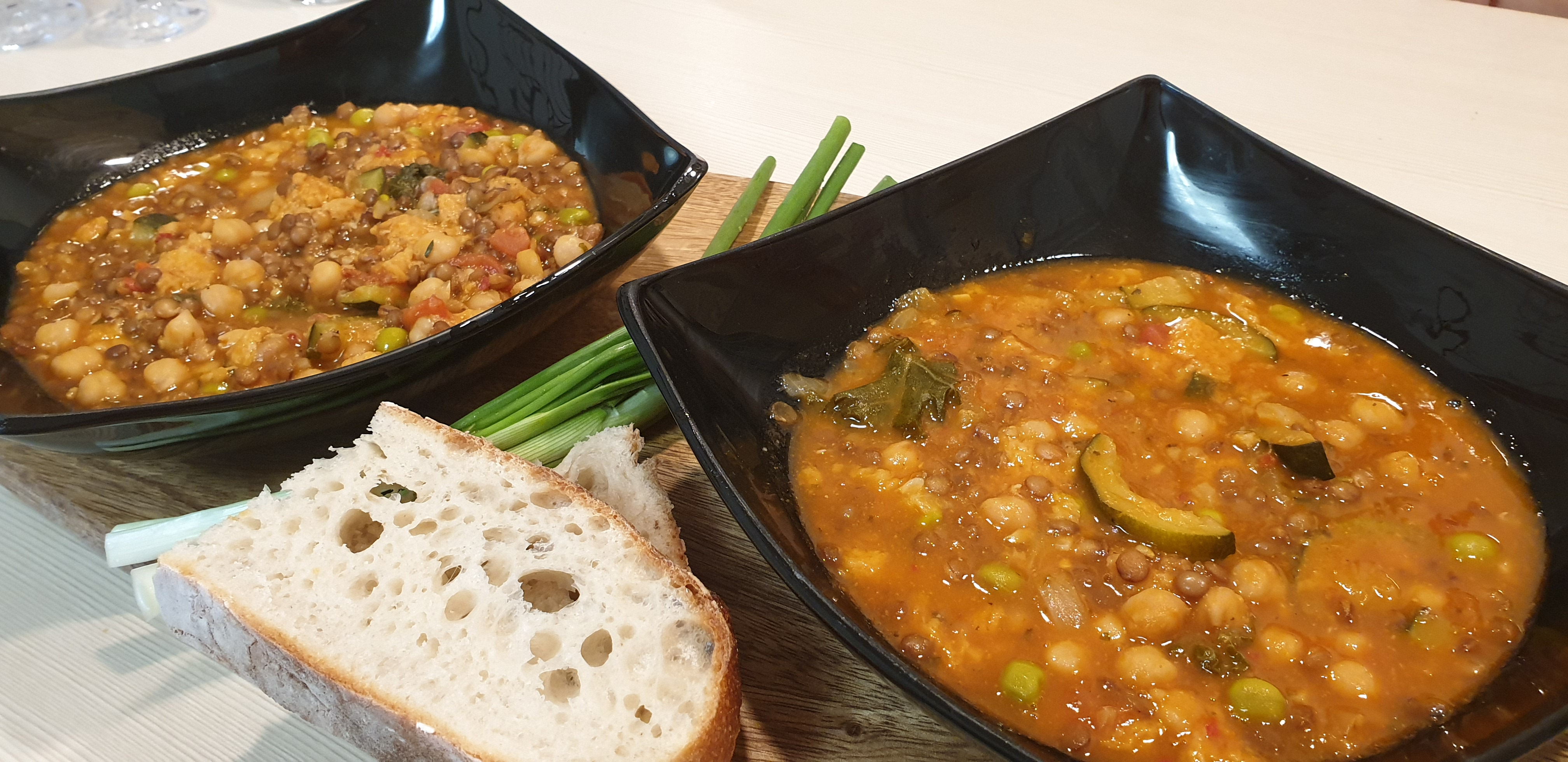
イタリア、トスカーナのリボリータ（トスカーナケール）
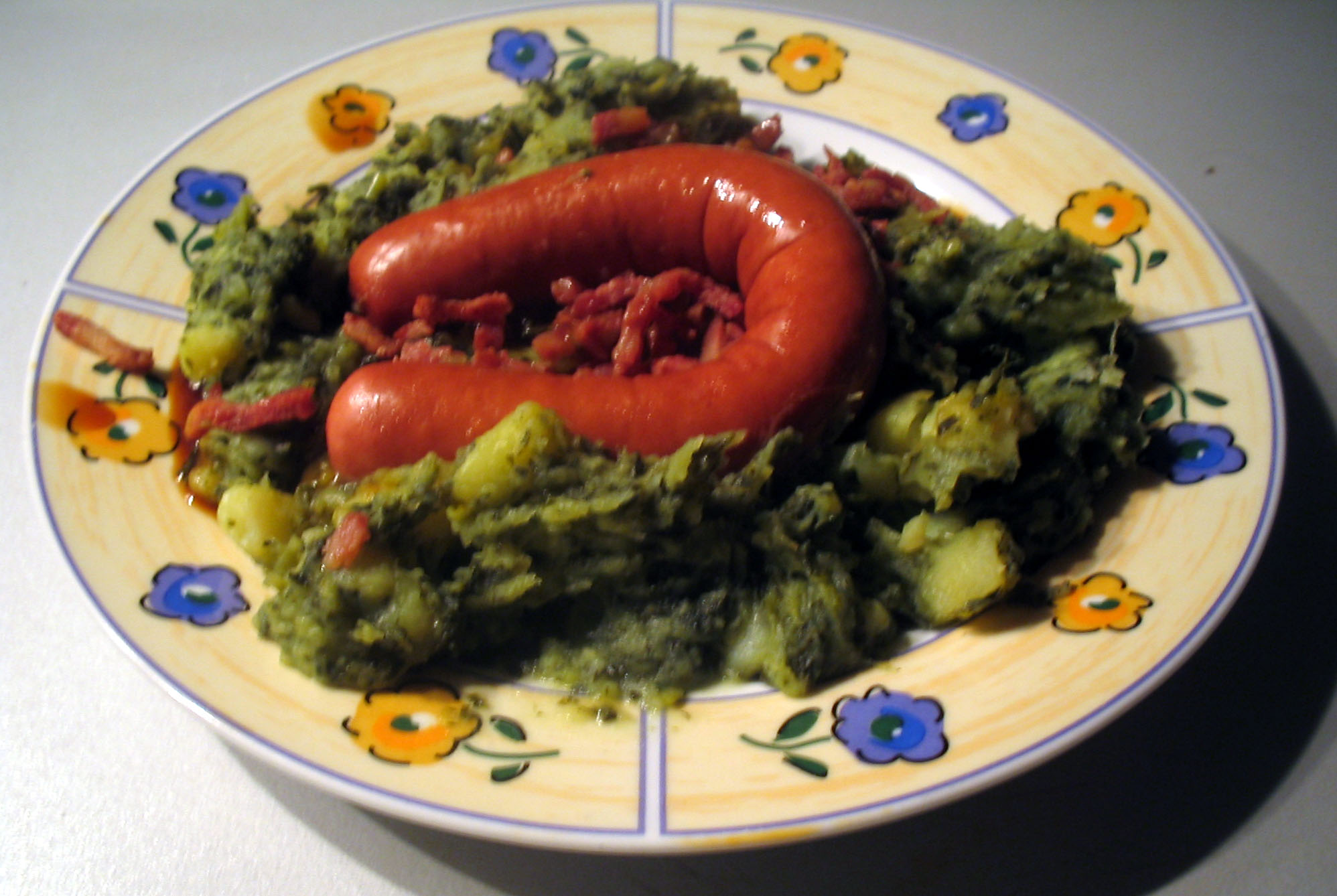
オランダのブーレンコールスタムポット（カーリーケール）
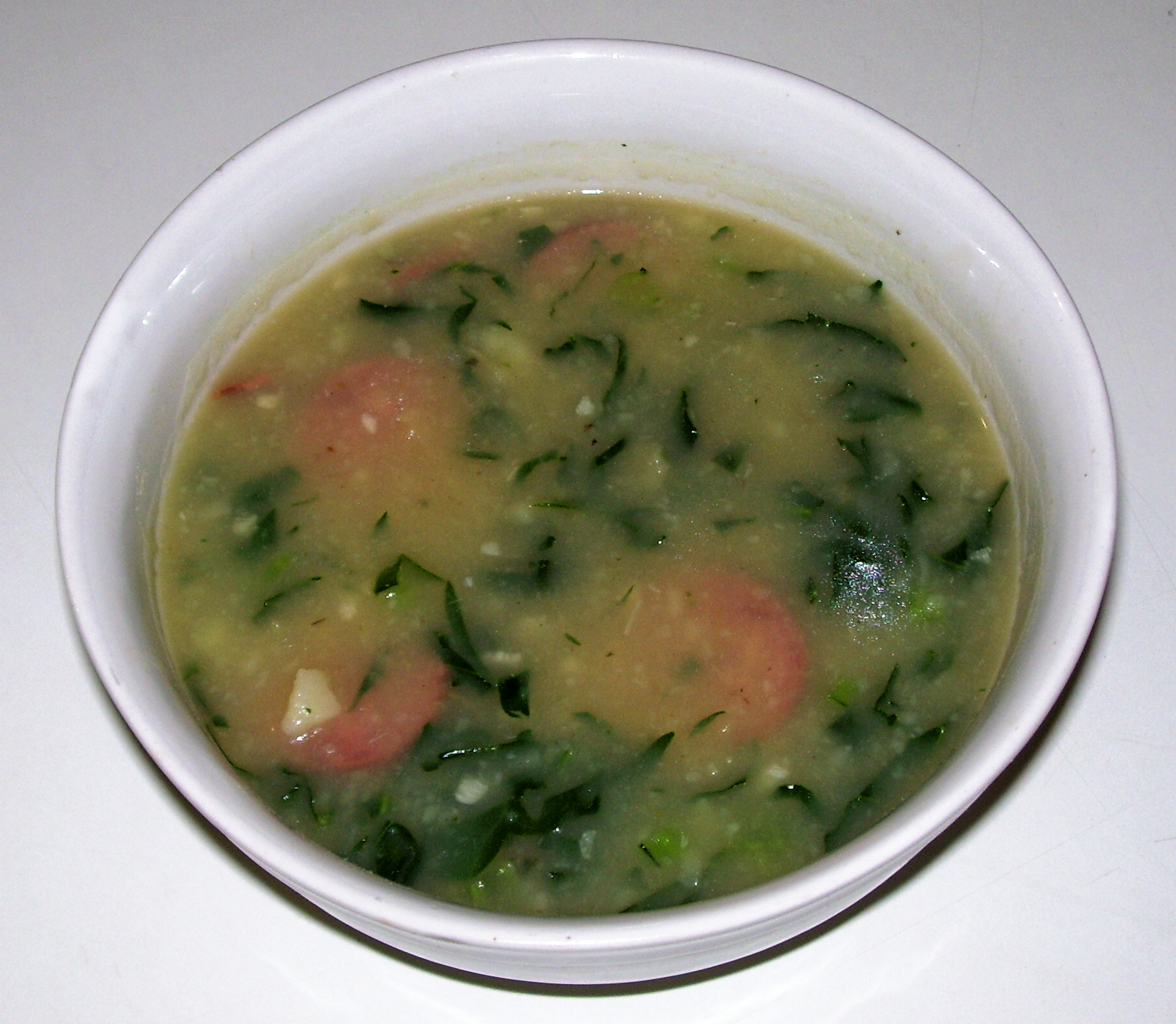
ポルトガルのカルドヴェルデ（ポルトガルケール）
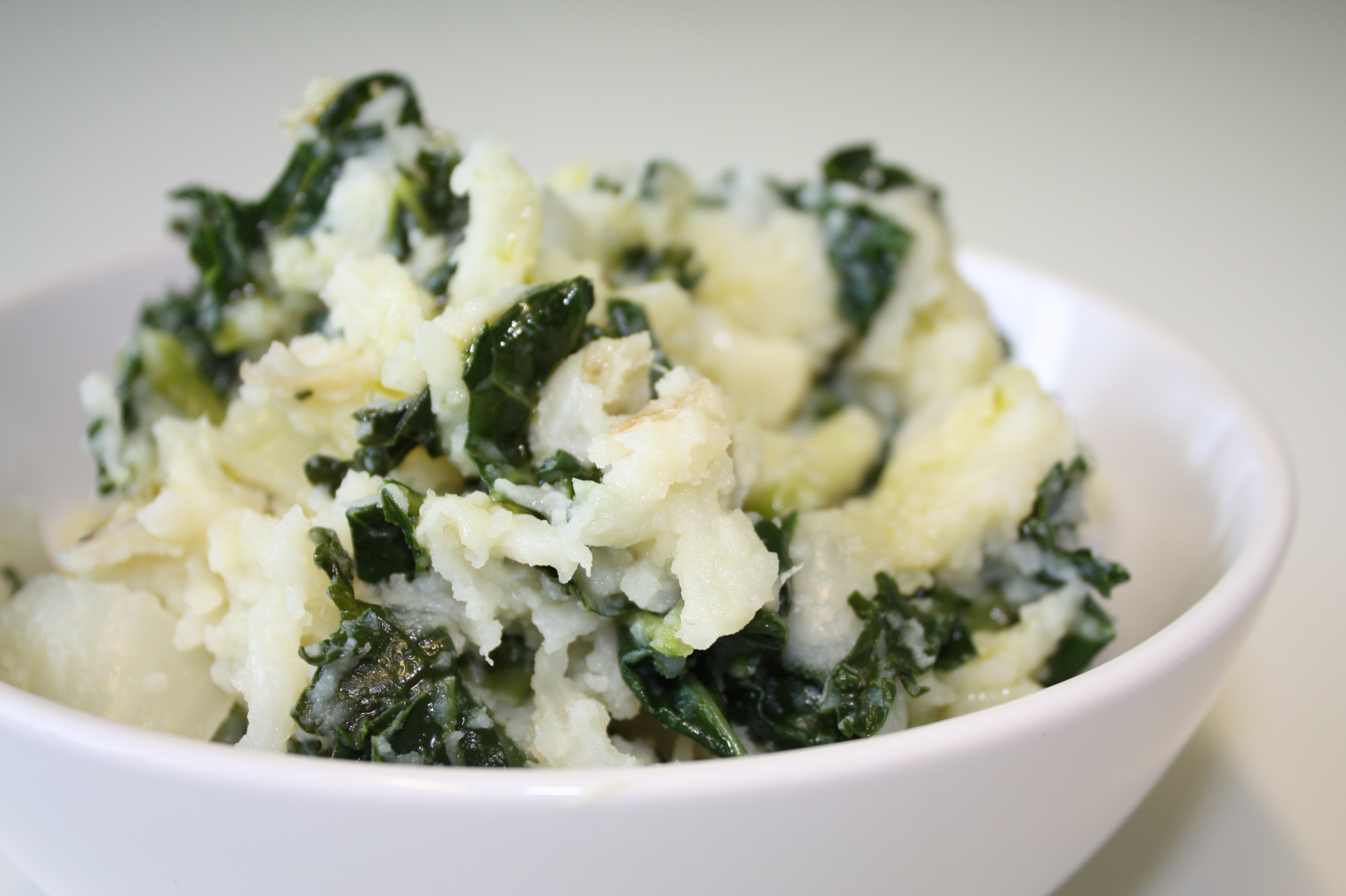
アイルランドのコルカノン（カーリーケール）
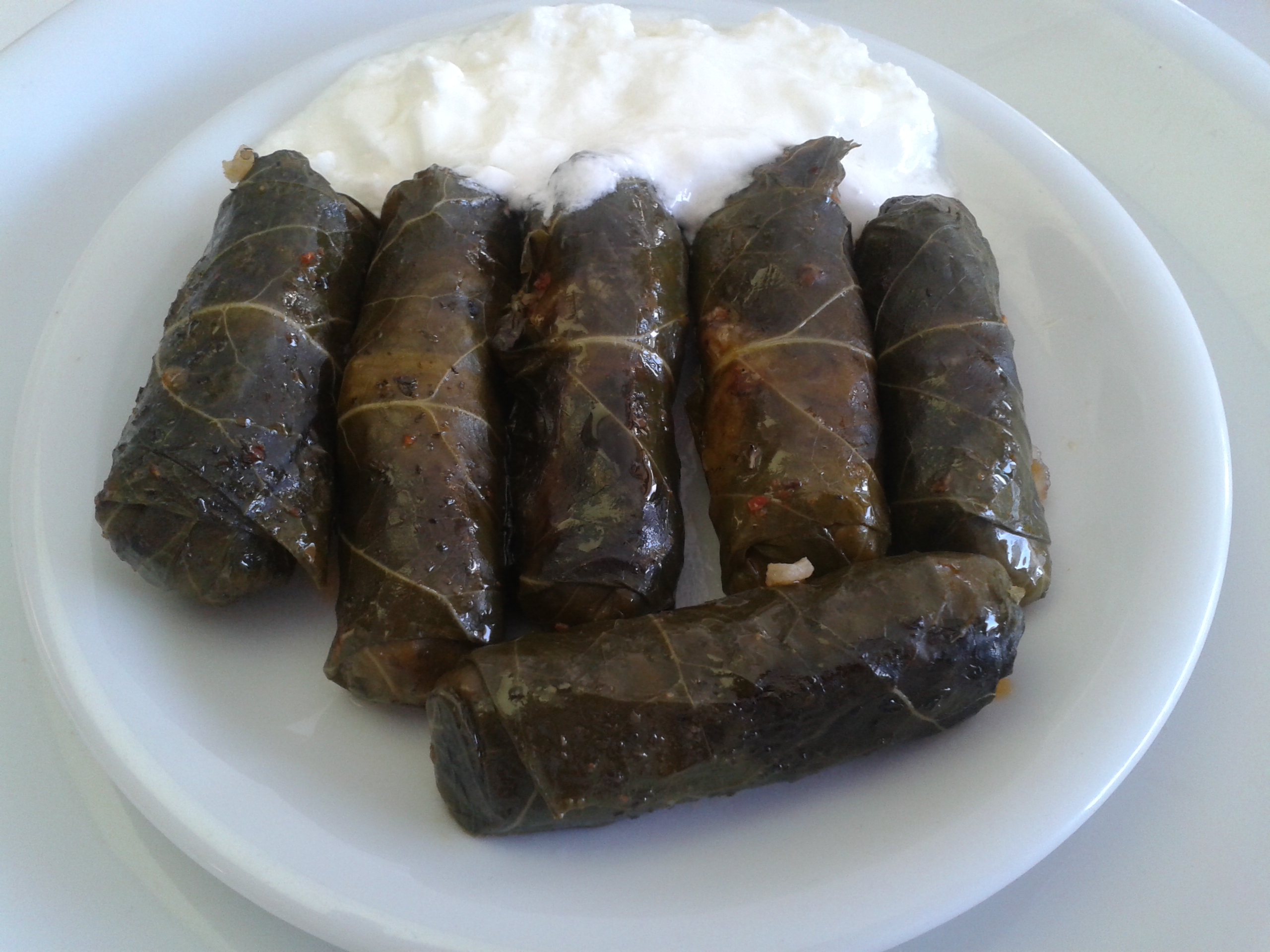
トルコのパンジャールサルマス（コラード）
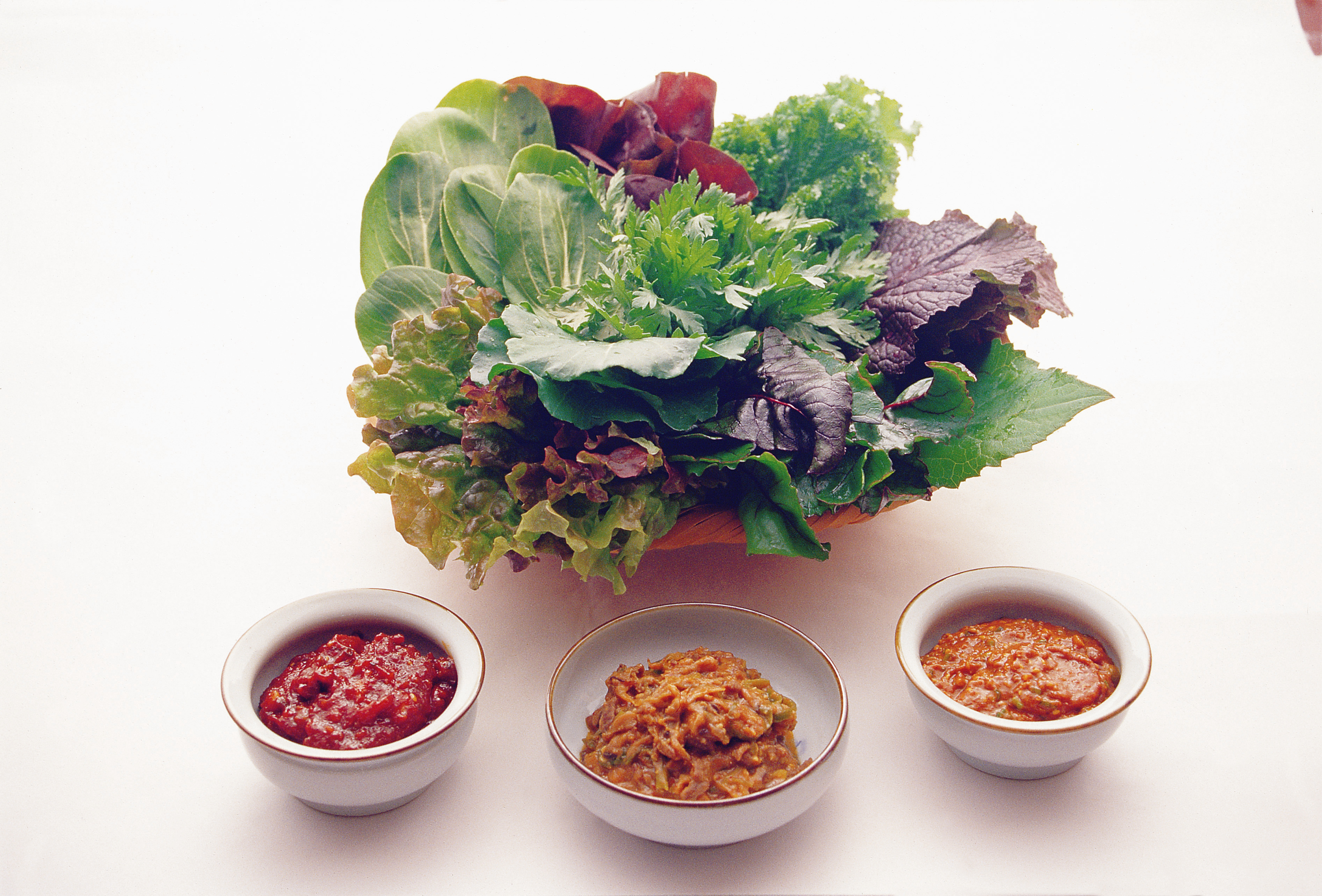
韓国のサムパプ（쌈밥）
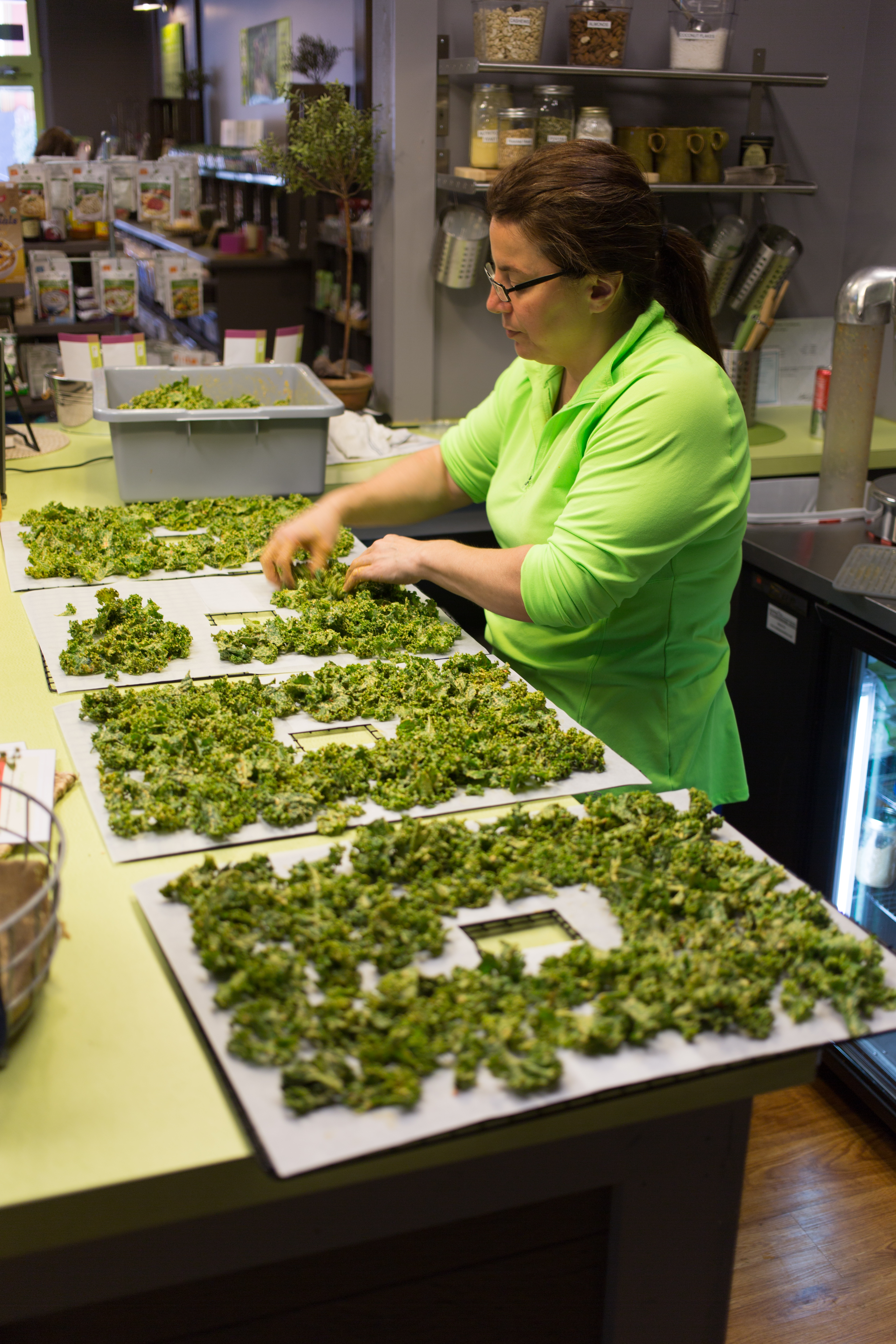
イリノイ州、ケールチップス の製造
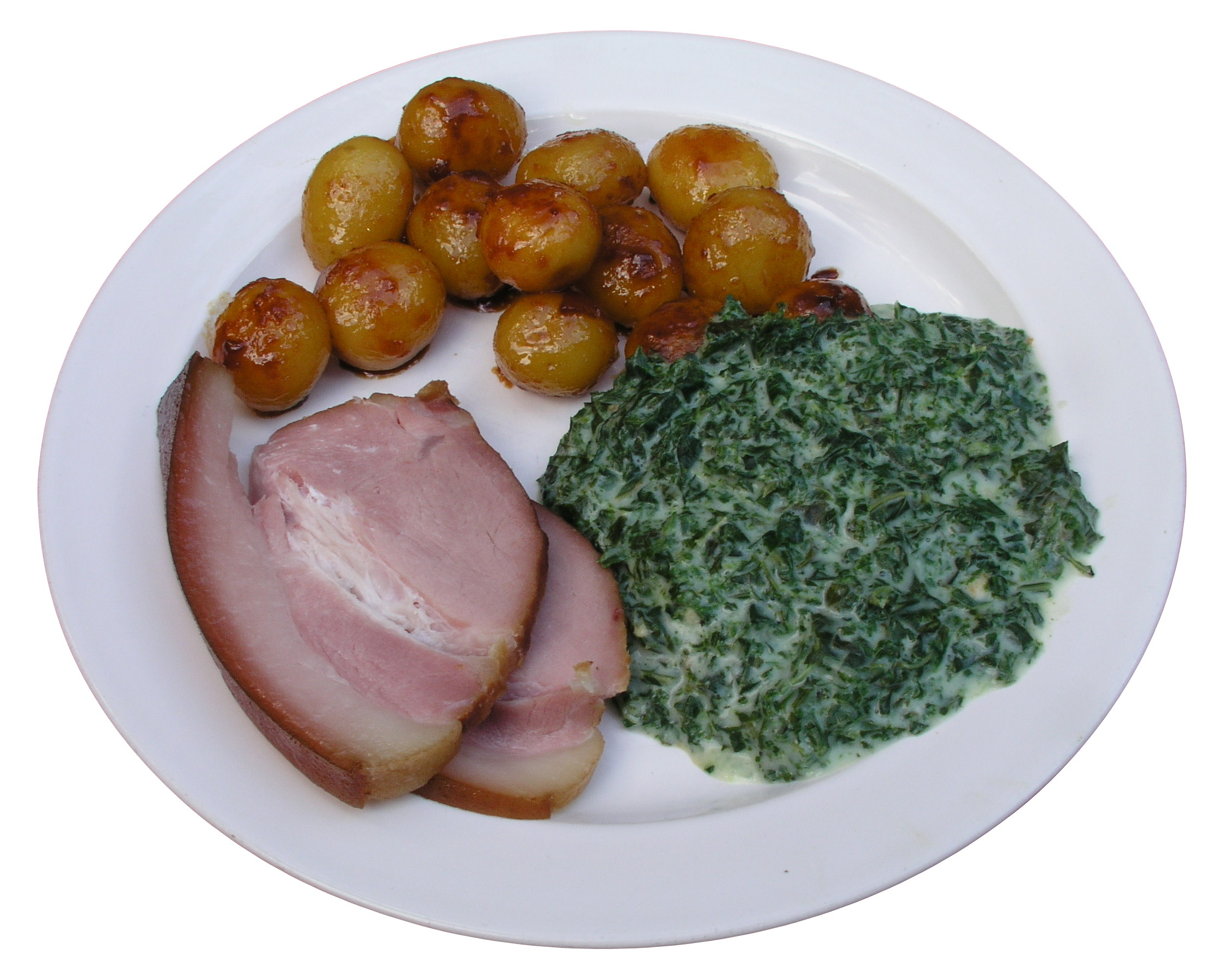
伝統的な新年のデンマーク料理。茹でたハム、ポテト、煮込んだケール
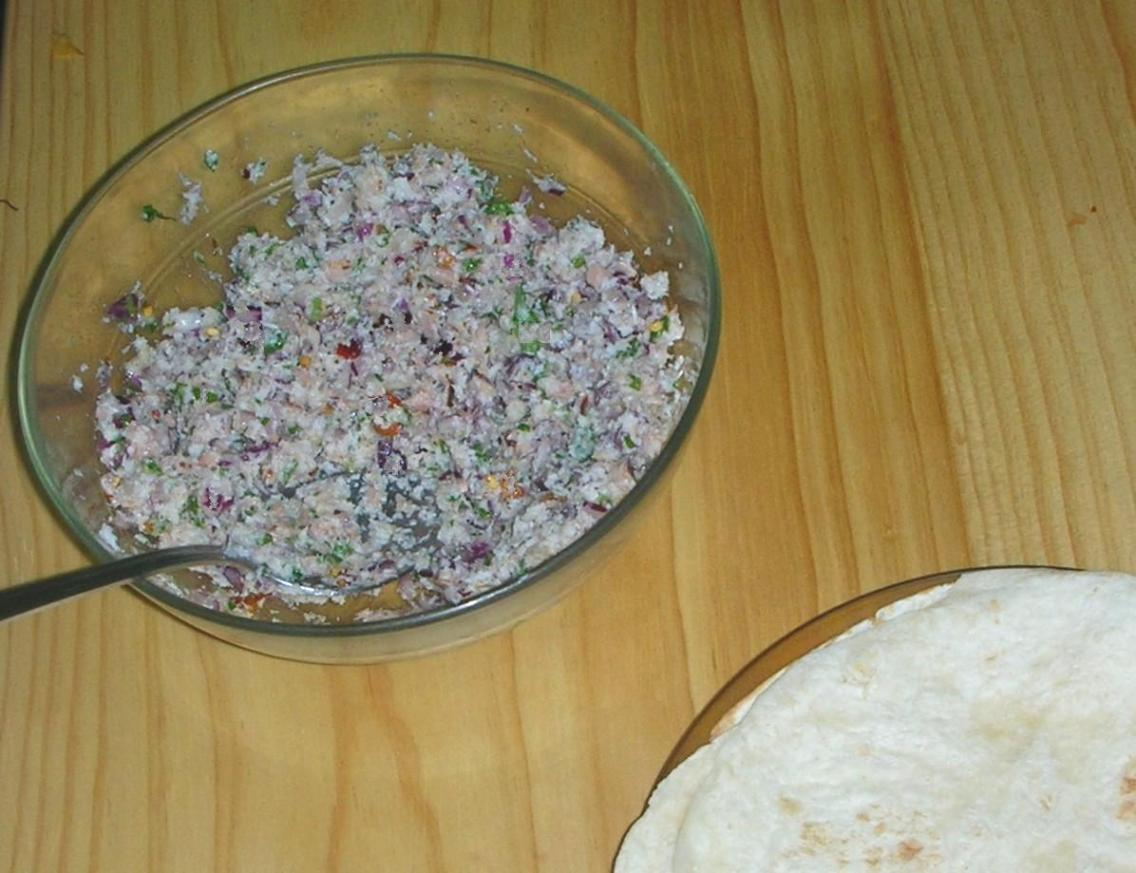
モルディブのマスフニ（コラード）
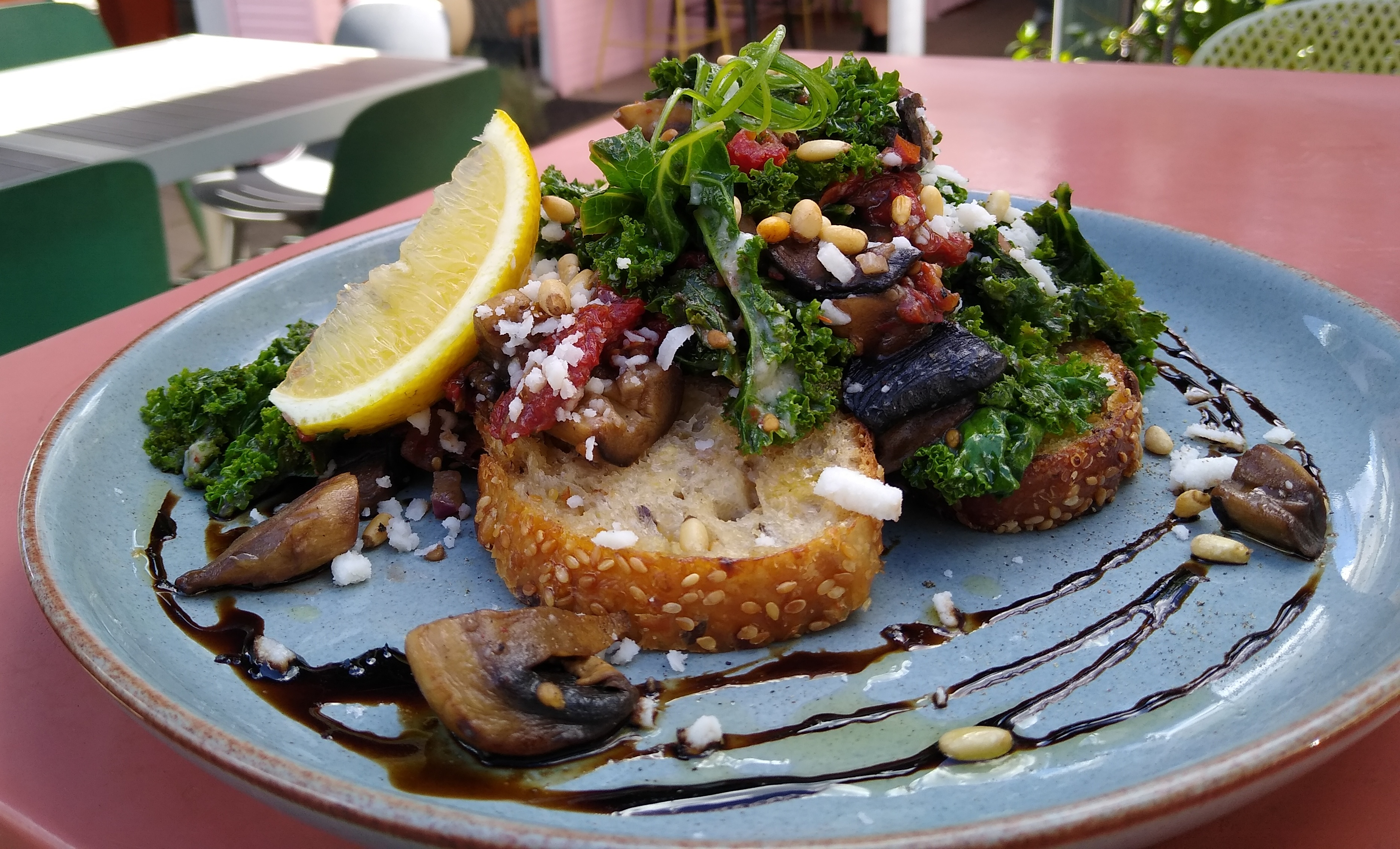
オーストラリアのカフェで提供されるケール、マッシュルーム、サワードウブレッドなどの料理

## 栄養価
栄養成分は品種や収穫地によって大きく異なるため、栄養成分表はあくまで目安である。
生のケールは、89.6%が水分、4.4%が炭水化物、2.9%がたんぱく質、1.5%が脂質で構成されている（表）。100gで43キロカロリーのエネルギーと、1日摂取目安量の3.7倍という大量のビタミンKを供給する（表）。ビタミンA、ビタミンC、ビタミンB6、葉酸も豊富であり（表「ケール、生」参照）、マンガン、鉄、カルシウム、マグネシウム、カリウム、リンなどのミネラルのよい供給源でもある（表「ケール、生」参照）。生のケールを茹でると、これらの栄養素のほとんどが減少するが、ビタミンA、K、マンガンはかなりの値を維持する（表「ケール、調理済み」参照）。
他の葉野菜と比べ、特にβ-カロテン、ビタミンB2、カルシウムの含有量が多く、β-カロテンはキャベツの50倍以上で小松菜に匹敵するほど含まれる。食物繊維も多い（表）。
ファイトケミカル
栄養素以外の成分も豊富であることがケールに高い健康機能を期待させる一方で、ケール特有の食べにくさに繋がっている。ファイトケミカルの含有量は、品種や収穫地によって大きく異なり、含有量が極めて少ないものもある。
カロテノイドであるルテインとゼアキサンチンを多く含む（表）。シュウ酸を含むが、調理によって減らすことができる。フェルラ酸などのポリフェノールを多く含む。ブロッコリーや他のアブラナ科の野菜と同様に、スルフォラファンの形成に寄与するグルコシノレート化合物を含み、ヒトの健康に有益な影響を与える可能性について予備研究がされている。茹でるとグルコシノレート化合物が減少するが、蒸したり、電子レンジで加熱したり、炒めたりしても大きな損失はない。
苦味成分
スルフォラファンの形成に寄与するグルコシノレートを始め、構造の異なるグルコシノレートが何種類も含まれている。ヒトが苦味やえぐ味として感知しているのはそれらグルコシノレートの分解物である。スルフォラファンなどイソチオシアネートは、植物中では前駆体のグルコシノレートの形で存在し、咀嚼などにより細胞が壊れ、分解反応が進むとイソチオシアネートが生成する。またグルコシノレートの分解時に硫黄を含む揮発性物質も生成するため青臭さにも影響する。

## 有効性
「便通改善」や「コレステロール低下」など様々な健康機能に注目が集まるが、ヒトでの有効性について信頼できる十分な情報は見当たらない。

### 食薬区分
食薬区分においては、「医薬品的効能効果を標ぼうしない限り医薬品と判断しない成分本質 (原材料)」（非医薬品）にあたり、医薬品的な効能効果を表示することができない。ただしケールの葉のように「明らか食品（医薬品に該当しないことが明らかに認識される食品）」であれば効能を表示しても薬機法（旧薬事法）には違反しない。しかし「癌が治る」「血糖値が下がる」「血液を浄化する」といった誇大な医薬品的効果効能表示（店頭や説明会における口頭での説明も含む）を行うと、景品表示法や健康増進法の規制の対象となる
。
ケールに加えた難消化性デキストリンや、ケールに含まれるGABAを機能性関与成分とした加工品が、機能性表示食品として届けられている。また、ケールに含まれるGABAやルテイン、スルフォラファンを機能性関与成分とした生鮮野菜が、機能性表示食品として届けられている。機能性表示食品とは、国が審査は行わず、事業者が自らの責任において機能性の表示を行うものである。機能性の根拠には、実際の商品を用いた臨床試験ではなく、成分の文献調査を採用した。

## 安全性
通常の食品として摂取する場合はおそらく安全であるが、妊婦・授乳婦は情報が不足しているため、多量摂取は控えるようにする。
ビタミンK（血液凝固に寄与）を多く含むため、ワルファリン（抗凝固薬）を飲んでいる患者の摂取は注意が必要である。ワルファリンは、ビタミンKの作用を阻害することで血を固まりにくくする薬であり、納豆、ケール、クロレラなどビタミンK含有量の多い食品を食べると、ワルファリンの働きが弱まって血の塊ができやすくなる恐れがある。
多量摂取により、高カリウム血症を引き起こす場合がある。特に腎疾患患者は注意が必要である。
ケールを含むアブラナ科の植物は、S-メチルシステインスルフォキシドを含み、反芻動物の腸内での化学反応の結果、ジメチルジスルフィド へと変化し、牛や羊などでは溶血性貧血を起こす。ヒトにおいては、適切に摂取される限りにおいては安全性に問題はない。